# نوکیا ایکس۶
نوکیا اکس۶ یک گوشی از سری اکس شرکت نوکیا است که در کنار اکس ۳ جزو اولین موبایل سری اکس شناخته می‌شود. x6 دارای طراحی بسیار زیباست.
نام یکی از دیگر سری‌های نوکیا x است.x مخفف xppers music است که بخاطر پخش فوق‌العاده با کیفیت موسیقی در این نوع موبایل‌ها نوکیا نام سری x را برای این دسته برگزید. نوکیادر نمایشگاه تولیدات خود جهان نوکیا در اشتوتگارت سه محصول ویژه نوکیا ان۹۷ مینی نوکیا اکس۶ و نوکیا اکس۳ را به نمایش گذاشت.
نوکیا اکس۶ در نگاه اول شباهت فراوانی با نوکیا ۵۸۰۰ دارد ابعاد دستگاه ۱۳٫۸×۵۱×۱۱۱ میلی‌متر است که نسبت به نوکیا ۵۸۰۰ تنها نزدیک به ۱٫۷ میلی‌متر باریک‌تر شده‌است وزن دستگاه به ۱۲۲ گرم رسیده که نسبت به نوکیا ۵۸۰۰ نزدیک به ۱۳ گرم افزایش نشان می‌دهد.
نوکیا اکس۶ سه‌ماهه چهارم سال ۲۰۰۹ در دو رنگ مشکی قرمز و سفید آبی با قیمت ۴۵۰ یورو همراه با سرویس Comes With Music راهی بازار می‌شود.

## مشخصات کلی
| عمومی                   | |
| تاریخ معرفی             | دسامبر ۲۰۰۹ (مدل ۳۲ گیگابایتی) نوامبر ۲۰۱۰ (مدل ۱۶ و ۸ گیگابایتی) |
| شبکه نسل دوم            | جی‌اس‌ام ۸۵۰ / ۹۰۰ / ۱۸۰۰ / ۱۹۰۰ |
| شبکه نسل سوم            | اچ‌اس‌دی‌پی‌ای ۹۰۰ / ۲۱۰۰ |
| ظاهری                   | |
| ابعاد                   | ۱۳٫۸×۵۱٫۰×۱۱۱٫۰ میلی‌متر |
| وزن                     | ۱۲۲ گرم |
| رنگ                     | آبی، سفید، قرمز، مشکی |
| شکل                     | ساده |
| نمایشگر                 | |
| نوع                     | تی‌اف‌تی لمسی خازنی (ظرفیتی)، ۱۶٫۷ میلیون رنگ |
| اندازه                  | ۳٫۲ اینچ |
| دقت                     | ۶۴۰×۳۶۰ پیکسل |
| قابلیت‌ها                | حسگر Proximity برای خاموش کردن اتوماتیک گوشی حسگرشتاب سنج برای چرخش اتوماتیک تشخیص دستخط سطح ضد خش خودکار |
| دوربین                  | |
| کیفیت                   | ۵ مگاپیکسل |
| اندازه تصویر            | ۱۹۴۴×۲۵۹۲ پیکسل |
| فیلم‌برداری              | وی‌جی‌ای، ۴۸۰×۶۴۰ پیکسل ۳۰ فریم بر ثانیه |
| فلاش                    | ال‌ئی‌دی دوتایی |
| قابلیت‌ها                | بزرگ‌نمایی دیجیتالی ۴ برابر، لنز (عدسی) کارل زایس، فوکوس خودکار |
| دوربین دوم              | وی‌جی‌ای برای مکالمه تصویری |
| باتری                   | |
| نوع                     | باتری لیتیوم یون ۱۳۲۰ میلی‌آمپرساعت (BP-4L) |
| زمان آماده‌باش           | ساعت 8GB=۴۲۰ ساعت 16/32GB=۴۰۱ |
| زمان مکالمه             | ۸ ساعت و ۳۰ دقیقه (در مدل ۱۶ و ۳۲ گیگابایتی) ۱۱ ساعت و ۳۰ دقیقه (در مدل ۸ گیگابایتی) |
| چندرسانه‌ای              | |
| پخش موسیقی              | +MP3/WMA/WAV/RA/AAC/M4A/MP4/eAAC/AAC |
| پخش ویدئویی             | WMV/RV/MP۴/۳GP/FLV/SWF/H.263/H.264/AVI |
| رادیو                   | رادیو اف‌ام استریو با آردی‌اس |
| حافظه                   | |
| حافظه رم                | ۱۲۸ مگابایت |
| حافظه داخلی             | ۸٬۱۶٬۳۲ گیگابایت |
| درگاه کارت حافظه        | ندارد |
| پشتیبانی کارت حافظه     | ندارد |
| زنگ گوشی                | |
| نوع                     | پلی‌فونیک، ام‌پی‌تری |
| لرزاننده                | دارد |
| مدیریت تماس             | |
| دفترچه تلفن             | نامحدود |
| گزارش تماس‌ها            | با جزئیات، حداکثر ۳۰ روز |
| فرمان و شماره‌گیری صوتی  | دارد |
| نمایش تصویر تماس گیرنده | دارد |
| ارتباطی                 | |
| جی‌پی‌آراس                | کلاس ۳۲ |
| اچ‌اس‌سی‌اس‌دی              | دارد |
| ئی‌دی‌جی‌ئی                | کلاس ۳۲ |
| ۳جی                     | اچ‌اس‌دی‌پی‌ای، ۳٫۶ مگابیت بر ثانیه |
| شبکه محلی بیسیم         | WI-FI 802.11/B/G/N، به همراه تکنولوژی آپ ان پی |
| بلوتوث                  | دارد، نسخه ۲ |
| فروسرخ                  | ندارد |
| یواس‌بی                  | میکرو یواس‌بی نسخه ۲ |
| نرم‌افزاری               | |
| سیستم‌عامل               | Symbian 9,4 |
| واسط کاربری             | (ویرایش پنجم) s60 v5 |
| جاوا                    | دارد، نسخه ۲٫۰ (قابل ارتقا به نسخه ۲٫۱ با نصب نرم‌افزار)(ورژن ۱ تا ۲۱)نسخه ۲٫۱(ورژن ۲۱ تا ۳۰) |
| سایر                    | |
| موتور پردازشی           | ARM 11 |
| سرعت پردازنده           | 434 Mhz |
| جی‌پی‌اس                  | دارد به همراه پشتیبانی ای-جی‌پی‌اس |
| پیام‌رسانی               | پیام‌کوتاه، پیام چندرسانه‌ای، پست الکترونیکی، پیام فوری |
| پست الکترونیکی          | آی‌ام‌ای‌پی، پی‌ئوپی۳، اس‌ام‌تی‌پی |
| مرورگر اینترنت          | اچ‌تی‌ام‌ال، اکس‌اچ‌تی‌ام‌ال، وی‌ای‌پی |
| نمایش مستندات           | پی‌دی‌اف، ورد، اکسل، پاورپوینت |
| بازی                    | دارد با نام‌های: Spore, Asphalt 4 ,FIFA 10، NCIS tv, tekken mobile,motocross:trial extreme , dalton ,hungrycats , maps racing,need for speed shift,m.mazeclassic،365 bowling , cannon rats,brainChallenge3،diamond twister و… |
| سایر امکانات            | نقشه هایnokia software updater,ovi contacts,my nokia,ovi , ovi store ,Quickoffice(با قابلیت ارتقا)، real player و… |